# Crookers
Crookers est un duo italien de musique électronique créé en 2003 par les deux disc jockeys Andrea Fratangelo et Francesco Barbaglia, plus connus sous les noms respectifs BOT et Phra. Depuis 2012 et la séparation du duo, Crookers n'est plus composé  que d'un seul membre : Phra.
Parmi les influences du groupe on trouve notamment Switch (DJ), Moby, De La Soul, The Chemical Brothers, Pyramid, Twisted Body, Armand Van Helden, Don Rimini ou encore Salt-n-Pepa.

## Biographie

### Création du duo et premiers projets
En 2004, avant de prendre le nom « Crookers », le duo fait ses armes dans le milieu Hip-Hop. Phra compose des mixtapes sous le nom de Clan of the Lake et BOT rappe dans un groupe italien. Passionné aussi par la musique électronique, ils vont rapidement collaborer après leur rencontre à Milan pour créer des premiers morceaux électro.
Parmi leurs productions on retrouve un plus grand nombre de remixes que de titres originaux. Le style de production du groupe est facilement reconnaissable grâce à leur touche "ghetto" et "bizarre" que l'on retrouve dans une majeure partie de leur titres.
En 2008, ils sortent leurs 3 premiers EP : Knobbers, Mad Kidz et E.P.istola. L'année suivante, leur titre Business Man en collaboration avec le rappeur Wiley, est présent dans la bande son du jeu Need for Speed : Nitro. Ils sont aussi les DJ de la radio ElectroChoc dans le jeu Grand Theft Auto: The Ballad of Gay Tony.
Leur premier album intitulé Tons Of Friends sort en 2010. On y retrouve  de nombreux artistes tels Kelis, Roisin Murphy, Spank Rock, Will.I.AM, Yelle, Soulwax ou encore le rappeur Kardinal Offishall.

### Day N Nite et succès commercial
Initialement sorti en téléchargement gratuit sur le label Fool's Gold du DJ A-Trak à la fin de l'année 2008, leur remix du tube Day N Nite du rappeur Kid Cudi va connaitre un véritable succès commercial,.Il se classe numéro 2 du classement UK Singles Chart.
À la même période, ils font la rencontre d'un autre groupe italien de musique électronique, The Bloody Beetroots composé de Bob Rifo et Tommy Tea. Ils tourneront régulièrement ensemble et finiront par se lier d'amitié. Les deux groupes ont été les principaux représentant de la musique électronique italienne au début des années 2010.
Fin 2010, ils signent un contrat avec le label Interscope.
En 2011, l'EP The Gonzo Anthem voit le jour. Puis, ils sortent leur deuxième album la même année : Dr Gonzo. Avec la participation d'artiste comme Bobmo, Surkin, Hudson Mohawke et Wax Motif, le projet est décrit comme un retour à leur style d'origine.

### Séparation du groupe et nouvelle direction
Le groupe a annoncé en octobre 2012 qu'il ne souhaitait plus continuer à travailler ensemble. Phra continue sous le nom de Crookers tandis que Bot se dirige vers de nouveaux horizons.
"Après avoir travaillé ensemble pendant plus de huit ans, il était temps d'emprunter d'autres chemins." a informé Bot dans un communiqué.
En parallèle de la séparation, ils éditent une compilation intitulé From Then Until Now. On y retrouve une grande partie de leur travail sur les 8 dernières années et quelques inédits.
À partir de 2013, Phra lance Ciao Recs, son propre label. Il s'ensuit une série de singles en 2013 et 2014 comme Ghetto Guetta, Heavy, ou Able To Maximize.
À partir de 2015, dans une ambiance plus House music, Crookers signe plusieurs productions sur le label britannique Defected Records.
En 2018, Crookers sort l'EP 150bpm Emotions sur le label français Moveltraxx. Le style change drastiquement par rapport à ses dernières productions, le rythme des morceaux y est beaucoup plus élevé.

### Singles
- Knobbers
- My Penny
- We Are Prostitute
- Magic Bus
- Day'n Nite (avec Kid Cudi)

### Album
- Tons of Friends (2010)
- Dr Gonzo (2011)

### Compilation
- 2012 : From Then Until Now, par Crookers (Southern Fried Records)

1. Crookers–	Atomic Baile Boy	6:13
2. Crookers–	Il Brutto	4:52
3. Don Rimini–	Let Me Back Up (Crookers Tetsujin Remix)	5:52
4. Adam Sky Vs Mark Stewart–	We Are All Prostitutes (Crookers Remix)	6:27
5. Crookers–	Big Money Comin'	4:37
6. Crookers–	Knobbers	5:03
7. The Chemical Brothers–	The Salmon Dance (Crookers Wow Remix)	5:16
8. Crookers–	Sveglia	4:47
9. Dusty Kid–	The Cat (Crookers Remix)	6:00
10. Kid Cudi Vs Crookers–	Day 'N' Nite	5:19
11. Proxy (2)–	Raven (Crookers Remix)	4:33
12. Crookers Feat Soulwax & Mixhell–	We Love Animals	4:50
13. Crookers Feat Savage Skulls–	Bust 'em Up	3:47
14. Crookers Feat Carli–	Dr Gonzo's Anthem	4:07
15. Wafa–	Abandon Me (Crookers Remix)	4:36
16. Crookers–	Belladog	3:38
17. No Artist–	Intro	0:28
18. Crookers Feat Savage Skulls–	Bust 'Em Up	1:51
19. Crookers Feat Neoteric & Wax Motif–	Springer	1:25
20. The Chemical Brothers–	The Salmon Dance (Crookers Wow Remix)	1:32
21. Crookers–	Knobbers	1:06
22. Crookers–	Knobbers (I Love Techno Version)	1:56
23. Adam Sky–	We Are All Prostitutes (Crookers Remix)	2:16
24. Proxy (2)–	Raven (Crookers Remix)	2:12
25. Crookers–	Sveglia	1:29
26. Crookers–	Gran Turino	1:06
27. Crookers–	What Up Y'All	1:27
28. Crookers–	On & On	1:36
29. Crookers Feat Kelis–	No Security (Crookers Ode To Whales Remix)	1:42
30. Crookers Feat His Majesty André & Lazy Ants–	Carcola	2:37
31. Wafa–	Abandon Me (Crookers Remix)	1:46
32. Dusty Kid–	The Cat (Crookers Remix)	1:06
33. Crookers Feat Style Of Eye & Carli–	That Laughing Track	1:57
34. Crookers Feat Carli–	Dr Gonzo's Anthem	3:21
35. Crookers–	Dushi	1:58
36. Crookers Feat Hudson Mohawke & Carli–	Hummus	1:43
37. Crookers–	Big Money Comin'	2:28
38. Crookers–	Big Club Fat Ass	0:58
39. Crookers–	Magic Bus	0:46
40. Armand Van Helden–	I Want Your Soul (Crookers Remix)	1:47
41. Don Rimini–	Let Me Back Up (Crookers Remix)	3:42
42. Crookers–	Boxer	2:57
43. Crookers Feat Rosin Murphy*–	Royal	2:57
44. Crookers–	Monkey Face	1:29
45. Crookers Feat. Keith & Supabeatz–	Who A Do	1:14
46. Kid Cudi Vs Crookers–	Day 'N' Nite	4:41
47. Crookers–	My Penny	0:52
48. Busy P–	To Protect & Entertain (Crookers Remix)	3:42
49. Crookers Feat Soulwax & Mixhell–	We Love Animals	2:28
50. Crookers Feat Marcus Price & Carli–	Gonzo C.A.M.P	1:14
51. Crookers–	Belladog	1:43
52. Crookers Feat Savage Skulls–	Get The F**k Out My House	1:01
53. Crookers–	Mad Kidz	1:14
54. Crookers Feat Kid Cudi–	Embrace The Martian	3:32
55. Crookers Feat Miike Snow–	Remedy	2:15
56. Crookers Feat. Major Lazer, Leftside* & Supahype–	Jump Up	1:43
57. Crookers–	Just The End